# Rillstieliger Helmling
Der ungenießbare Rillstielige Helmling (Mycena polygramma) ist eine Pilzart aus der Familie der Helmlingsverwandten (Mycenaceae). Die Fruchtkörper des Helmlings erscheinen von Mai bis Dezember und wachsen häufig auf totem Eichenholz.

## Merkmale

### Makroskopische Merkmale
Der dünnfleischige, trockene Hut ist mehr oder weniger kegelig und wird 1,5–4 (–5) cm breit. Der Rand ist grob gerieft. Die matte, bereifte Oberfläche ist hell- bis dunkelgrau oder -braun gefärbt und häufig rostbraun gefleckt.
Die Lamellen sind ausgebuchtet am Stiel angewachsen und bleiben lange weißlich bis gräulich weiß. Im Alter werden sie wie der Hut oft rostfleckig. Das Sporenpulver ist weiß.
Der lang und schlank wirkende, hohle Stiel ist 5–12 cm lang und 0,2–0,6 cm breit. Er ist mehr oder weniger grau und hat eine leicht bläuliche Tönung. Insgesamt ist er etwas dunkler als der Hut gefärbt. Er ist steif, aber gebrechlich und zumindest trocken auffallend längsrillig. Das dünne, blasse Fleisch ist nahezu geruchlos und schmeckt unauffällig.

### Mikroskopische Merkmale
Die Sporen 8–10 µm lang und 6–7 µm breit. Die Cheilozystiden sind schlank und glatt.

## Artabgrenzung
Recht ähnlich ist der Schlüpfrige Helmling (Mycena laevigata) mit weißlichem, im Alter gelbbräunlichem Hut und glattem Stiel. Er kommt nur in Gebirgsgegenden häufiger vor. Seine Sporen sind etwas kleiner (7–8 µm × 4 µm).

## Ökologie und Verbreitung
Die Fruchtkörper des Helmlings erscheinen von Mai bis Dezember einzeln oder in kleinen Büscheln auf oder neben alten Stümpfen. Besonders häufig wächst er auf totem Eichenholz in der Initialphase der Vermorschung. Der Pilz ist in ganz Europa häufig und weit verbreitet.

## Bedeutung
Der Rillstielige Helmling ist kein Speisepilz.